# Проституция в Эквадоре
Проституция в Эквадоре является законной и регулируемой, если проститутка старше 18 лет зарегистрирована и работает в лицензированном публичном доме. Проституция широко распространена по всей стране. Многие публичные дома и проститутки работают вне регулирующей системы, и в последние годы правила соблюдаются менее строго. В 2000 году было зарегистрировано 25 000 проституток. В 2007 году было подсчитано, что 70% проституток в стране были из Колумбии. Страна привлекает колумбийских проституток, поскольку валюта — доллар США, а не нестабильный колумбийский песо. По оценкам ЮНЭЙДС, в стране насчитывается 35 000 проституток.
Кито был первым городом в Эквадоре, который ввел регулирование проституции в 1921 году. Он потребовал, чтобы проститутки еженедельно проверялись на ИППП, а результаты регистрировались в «Регистре венерических заболеваний». Тестирование и любое необходимое лечение были бесплатными для проституток. Гуаякиль и Риобамба ввели аналогичную систему регулирования в 1925 году. В 1939 году в Кито было зарегистрировано около 1000 проституто.
В 2015 году в историческом центре Кито властями были закрыты 6 гостиниц, использовавшихся для проституции. После протестов секс-работников администратор Центральной зоны Жоффре Эчеверриа пообещал создать новую зону, в которой они смогут работать.
Бордели известны как «чонго» или «лицензированные центры толерантности».

## Правовая ситуация
Нет закона, криминализирующего секс-работников или организаторов проституток. Национальный кодекс здравоохранения Эквадора требует, чтобы секс-бизнес в публичных домах контролировался Министерством здравоохранения.
Бордели должны быть зарегистрированы, а секс-работники лицензированы. Для получения лицензии («книжки») проститутка должна пройти медицинское обследование и быть свободной от сифилиса, хламидиоза и ВИЧ. Проститутки должны проходить повторный осмотр каждые 9-15 дней и обновлять лицензию. Если у проститутки положительный результат на ИППП, ее лицензия приостанавливается или аннулируется. 
Лицензия напоминает паспорт и содержит фотографию секс-работника. Проститутки потребовали удалить фотографии и зашифровать детали тестирования на ЗППП.
Уличная проституция регулируется законами об общественном порядке.

## Организации секс-работников
Первая организация секс-работников в Латинской Америке, "Asociacion de Mujeres Autonomas" 22nd de Junio "(Ассоциация автономных женщин 22 июня), была создана в Мачала в 1985 году. Идея организации возникла из идеи врача, работающего в клинике, где женщина проходила обследование. В 1988 году организация организовала забастовку в ответ на повышение арендной платы за комнаты, в которых работали женщины. Женщины заперлись в борделе на неделю, чтобы добиться своих требований. Успех привел к увеличению членства. В 2000 году была организована всеобщая забастовка по ряду вопросов, включая необходимость повышения безопасности, повышения уровня гигиены и стабильных цен на аренду. Организация получает определенное финансирование от международных женских организаций, таких как Mama Cash в Нидерландах и Глобальный фонд для женщин в США.
Организации также были созданы в других частях страны. В Кито женщины, работающие в публичных домах, создали «Ассоциацию в защиту женщин (ASPRODEMU)», уличные рабочие «Ассоциацию за лучшее будущее» и «Ассоциацию 1 мая», а трансгендерные работники - «Ассоциацию транс-секс-работников Кито». (АСО ТСТ УИО) ». В Гуаякиле есть «Ассоциация автономных женщин-работниц 1 августа» и «Ассоциация женщин из кантона Милагро» в провинции Гуаяс.
В апреле 2005 года была создана «Red de Trabajadoras Sexuales del Ecuador» (Сеть секс-работников Эквадора), широко известная как REDTRABSEX, чтобы дать коллективный голос всем отдельным ассоциациям. В 2008 году организация сотрудничала с Министерством здравоохранения, чтобы предоставлять секс-работникам контрацептивы и информацию о ВИЧ / СПИДе.

## Галапагосские острова
Эквадорские военные обеспечивают наличие проституток для их персонала, дислоцированного на Галапагосских островах (часть Эквадора). Рядом с самым густонаселенным городом на островах, Пуэрто-Айора, есть 3 публичных дома.

## Детская проституция
Детская проституция — широко известная проблема, особенно в морском порту Эсмеральдас. Согласно отчету Международной организации труда за 2002 год, проституцией занимались 5200 несовершеннолетних.
Многие детские проститутки были брошены или оставлены сиротами одним или обоими родителями; некоторые из бедных родителей также намеренно или невольно продают своих детей в проституцию. Более половины девушек, вовлеченных в проституцию, работают в нелегальных заведениях.
Большинство детей-жертв продаются внутри страны для проституции, но некоторые дети также продаются в другие страны, в частности, в Венесуэлу. Жертвами обычно становятся дети, которых похищают, продают родители или обманывают с помощью ложных возможностей трудоустройства. Эти дети впервые подвергаются эксплуатации посредством проституции в среднем в 12 лет.
Поскольку возраст согласия в Эквадоре составляет 14 лет, а подростки могут начинать работать в 15 лет, некоторые девушки начинают работать проститутками в нерегулируемом секторе в 15 лет или даже раньше по фальшивым документам. Правоохранительные органы в отношении несовершеннолетних девочек, работающих в публичных домах, неэффективны. По оценкам 2006 года, средний возраст проституции составлял 15 лет.

## ВИЧ
ВИЧ является проблемой для страны, и секс-работники относятся к группе высокого риска. Было подсчитано, что в 2016 г. было инфицировано 0,30% взрослого населения.
Сеть секс-работников REDTRABSEX в 2008 году в партнерстве с Министерством здравоохранения предоставила секс-работникам контрацептивы и информацию о ВИЧ / СПИДе.
Отсутствие образования и нежелание пользоваться презервативами являются важными факторами распространения инфекции. Из-за нежелания пользоваться мужскими презервативами организации секс-работников распространяли женские презервативы.

## Секс-торговля
Эквадор является страной происхождения, транзита и назначения для мужчин, женщин и детей, ставших жертвами торговли людьми в целях сексуальной эксплуатации. Эквадорские мужчины, женщины и дети эксплуатируются в целях сексуальной эксплуатации внутри страны. Коренные жители и афроэквадорцы, а также колумбийские беженцы и мигранты особенно уязвимы для торговли людьми. Женщины, дети, беженцы и мигранты по-прежнему были наиболее уязвимыми для секс-торговли, но НПО сообщали об увеличении числа ЛГБТ-лиц, уязвимых для секс-торговли или жертв торговли ими. У граждан Кубы, Ганы, Камеруна, Нигерии, Чада, Китая, Пакистана, Доминиканской Республики и Гаити, первоначально заманиваемых контрабандистами, обещавшими лучшую жизнь, конфискуют документы, взыскивают долги и заставляют заниматься проституцией.
Эквадор также является местом назначения колумбийских, перуанских, доминиканских, венесуэльских, мексиканских, гаитянских, парагвайских и кубинских женщин и девочек, эксплуатируемых в целях сексуальной эксплуатации. Торговцы использовали Эквадор в качестве транзитного маршрута для жертв торговли людьми из Колумбии, Кубы, Гаити и Доминиканской Республики. Торговцы людьми используют эмоциональные отношения и предложения о работе, чтобы вербовать жертв и использовать уязвимые места, такие как домашнее и сексуальное насилие в прошлом.
Управление Государственного департамента США по мониторингу и борьбе с торговлей людьми классифицирует Эквадор как страну уровня 2.